# ニコヤ半島

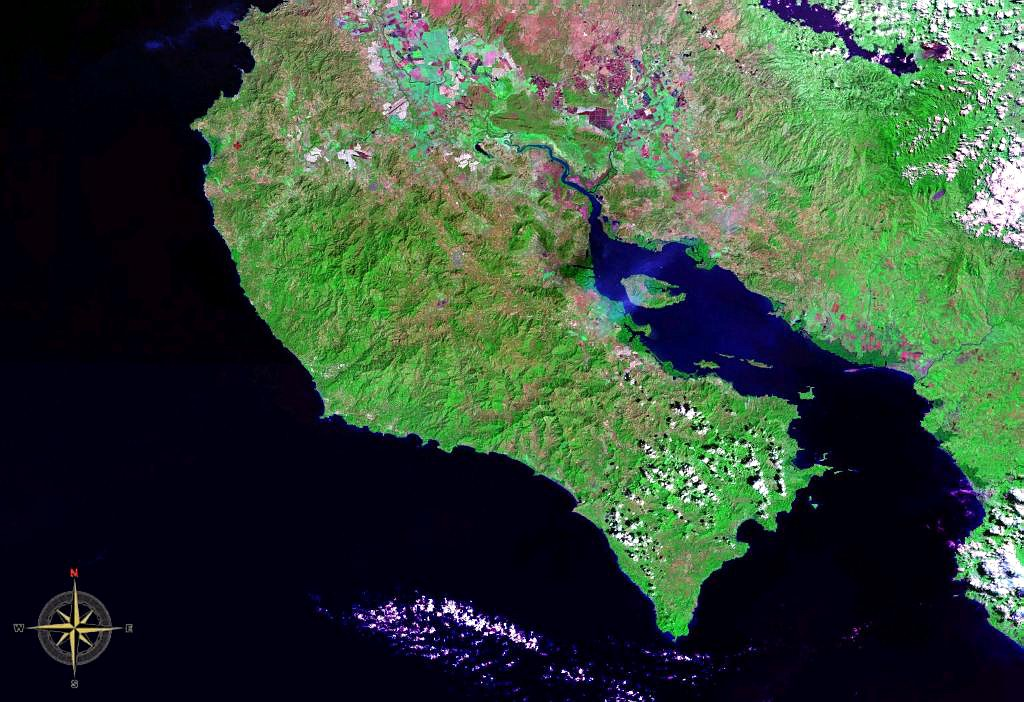
ニコヤ半島の衛星写真

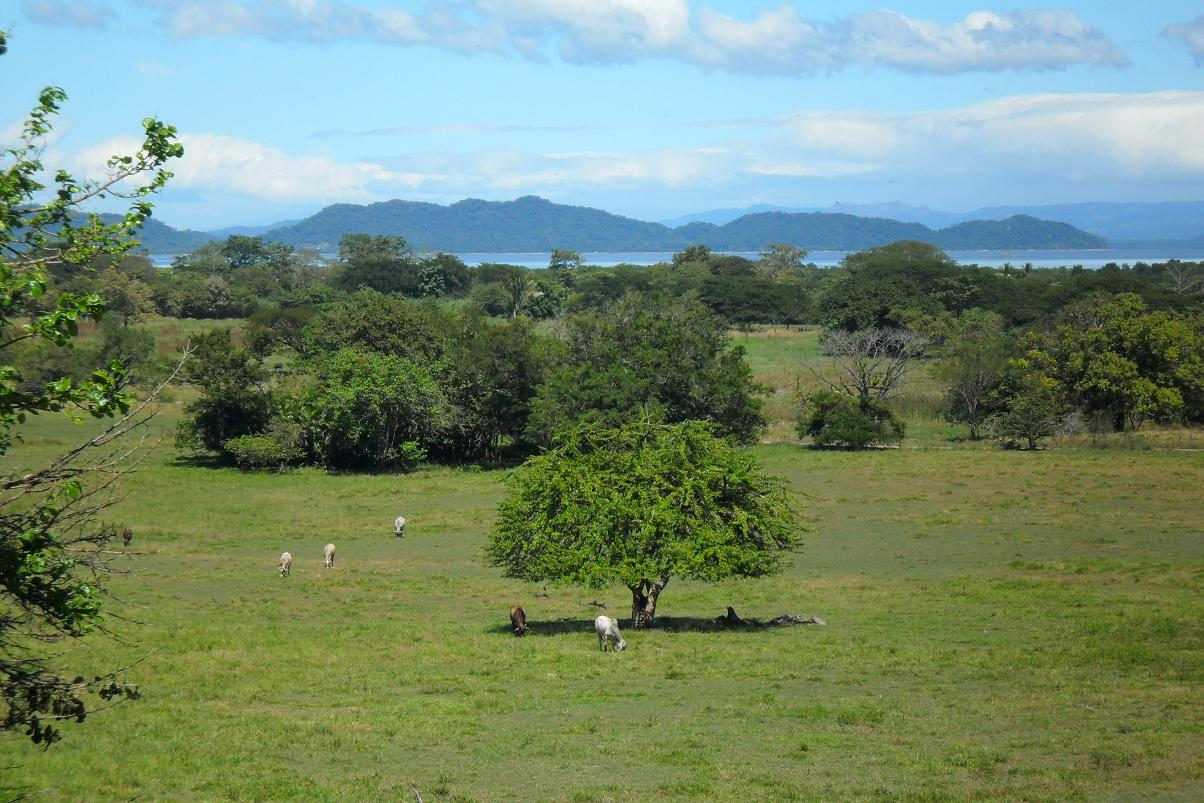
半島南東部の景観

ニコヤ半島（西: Península de Nicoya）は、太平洋に面するコスタリカの半島。北部はグアナカステ州、南部はプンタレナス州に分かれる。最大幅60キロ、全長約121キロの同国最大の半島。ビーチで知られる人気の観光地である。交通・商業の中心地はコスタリカ最初の入植地のひとつであるニコヤ。
半島内の主な村落や観光地には、北からタマリンド (Tamarindo) 、サンタ・クルス (Santa Cruz) 、ノサーラ (Nosara) 、サマーラ (Sámara) 、ナランホ (Naranjo) 、パケーラ (Paquera) 、クル (Curu) 、タンボー (Tambor) 、モンテスマ (Montezuma) 、サンタ・テレサ (Santa Teresa) 、マル・パイス (Mal Pais) がある。
カーボ・ブランコ、カマロナル、クエバ・ムルシエラーゴ、クル、ラ・セイバ、ロメリア、ディリアといった多くの自然保護区ならびに野生生物保護区が指定されている。ニコヤ湾の島々でも環境保護のプロジェクトが進んでいる。

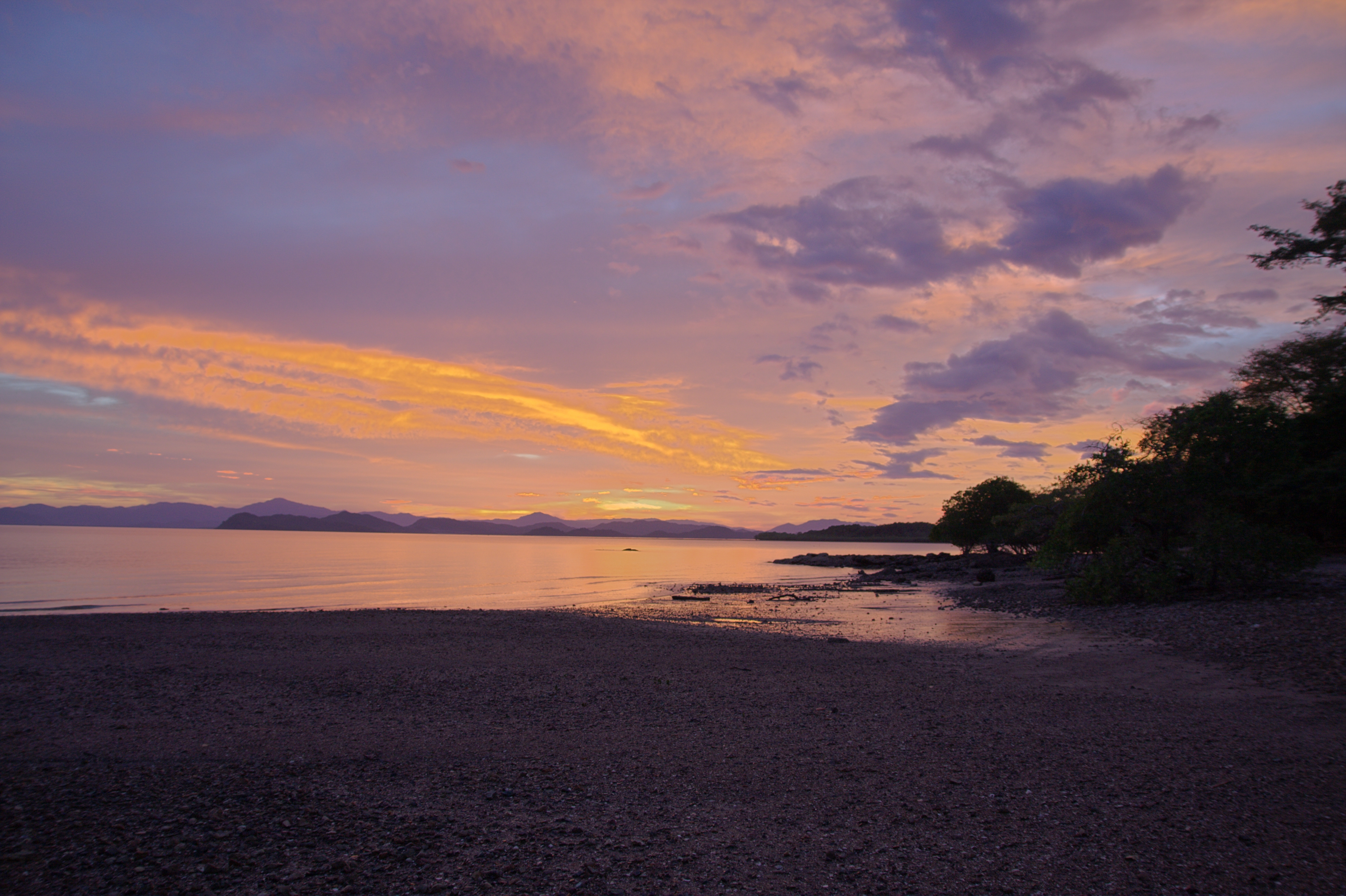
ニコヤ半島に沈む夕日

ニコヤ半島は、クエスト・ネットワークから100歳以上の割合が高い「ブルー・ゾーン」に認定されている。ダン・ビュイトナーはその著書『ブルー・ゾーン』（日本語訳『ブルーゾーン 世界の100歳人(センテナリアン)に学ぶ 健康と長寿のルール』 ディスカヴァー・トゥエンティワン刊）で、ニコヤの住民が長寿であることを紹介している。